# Vladimir Vasin
Vladimir Alekseevič Vasin (in russo Владимир Алексеевич Васин?; Mosca, 9 gennaio 1947) è un ex tuffatore sovietico.
È stato il primo atleta sovietico a laurearsi campione olimpico nei tuffi, vincendo la medaglia d'oro dal trampolino 3 metri alle Olimpiadi di Monaco 1972.
È stato anche medaglia di bronzo dal trampolino 3 m. ai Campionati europei del 1970.